# Palais de justice de Périgueux
Le palais de justice de Périgueux est un palais de justice édifié dans la première moitié du XIXe siècle à Périgueux, la préfecture du département de la Dordogne.
Il est partiellement inscrit au titre des monuments historiques, pour ses façades et toitures, son péristyle, son vestibule (avec son escalier) et sa salle des Pas-Perdus.

## Présentation
Le palais de justice est situé en bordure extérieure du secteur sauvegardé de Périgueux, au 19 bis boulevard Michel Montaigne.

## Histoire
L'architecte Louis Catoire présente en 1827 les plans d'un nouveau palais de justice pour remplacer les tribunaux civils et criminels situés à côté de l'hôtel de ville de Périgueux, place du Coderc. Les travaux qui durent de 1829 à 1839 voient l'édification du nouvel édifice en bordure du cours des Princes (actuel boulevard Michel Montaigne).
En 1997, le palais de justice est inscrit en partie au titre des  monuments historiques pour son péristyle, son vestibule, son escalier, sa salle des pas-perdus, ses façades et ses toitures.
En 2001, une grille est installée, permettant de clore le péristyle en période de fermeture du bâtiment.
Les affaires relevant du tribunal de grande instance de Périgueux et de la cour d'assises de la Dordogne y sont jugées.
Des travaux d'amélioration de l'accueil prévus en 2010 sont reportés a minima à l'année suivante. Ils débutent officiellement en 2012 et devaient être terminés en 2013, mais sont prolongés jusqu'en décembre 2015.

## Architecture
Bâti avec des matériaux en provenance des carrières du sud de Périgueux, Prompsault à Notre-Dame-de-Sanilhac et les Izards à Chamiers, l'édifice de style néoclassique, long de 56 mètres et large de 30, est rectangulaire avec un plan intérieur en croix, comme le montre nettement l'alignement des toitures.
On y accède par un portique tétrastyle inspiré du temple d'Athéna Niké à Athènes. Le péristyle est précédé d'un escalier et fermé par une grille en fer forgé.

## Galerie de photos

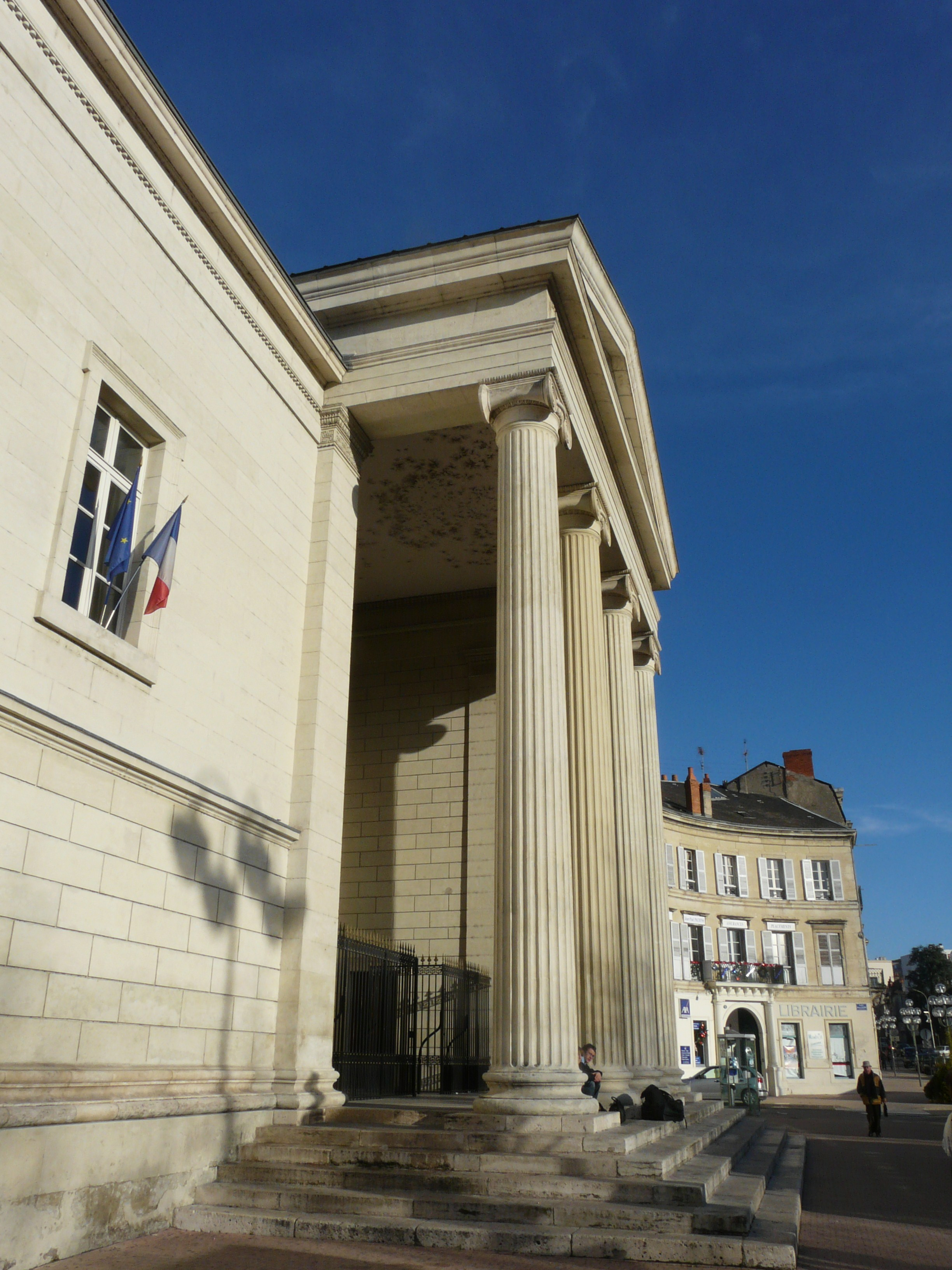
Le portique tétrastyle
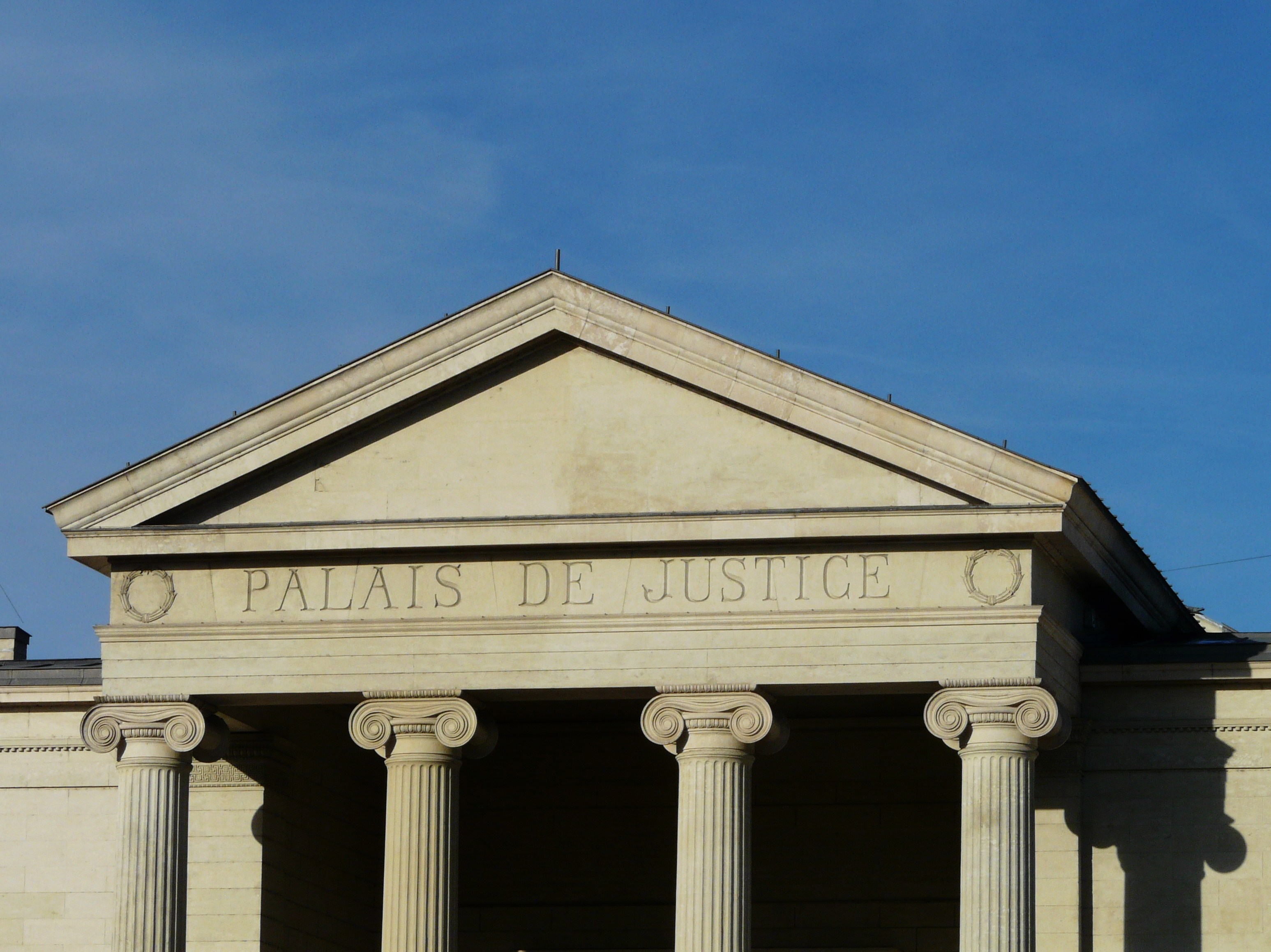
Le fronton et les chapiteaux du portique
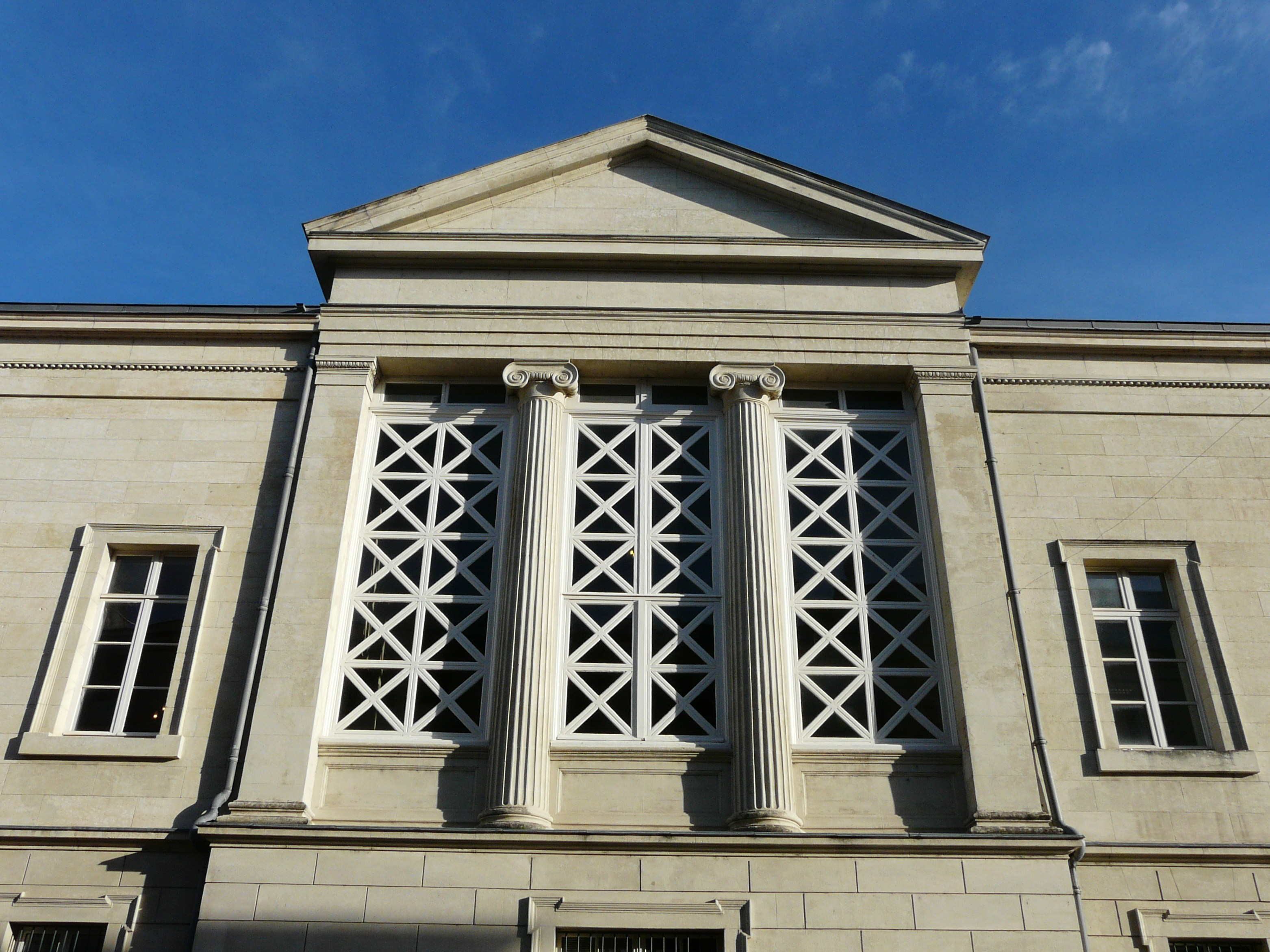
La partie centrale de la façade sud-ouest
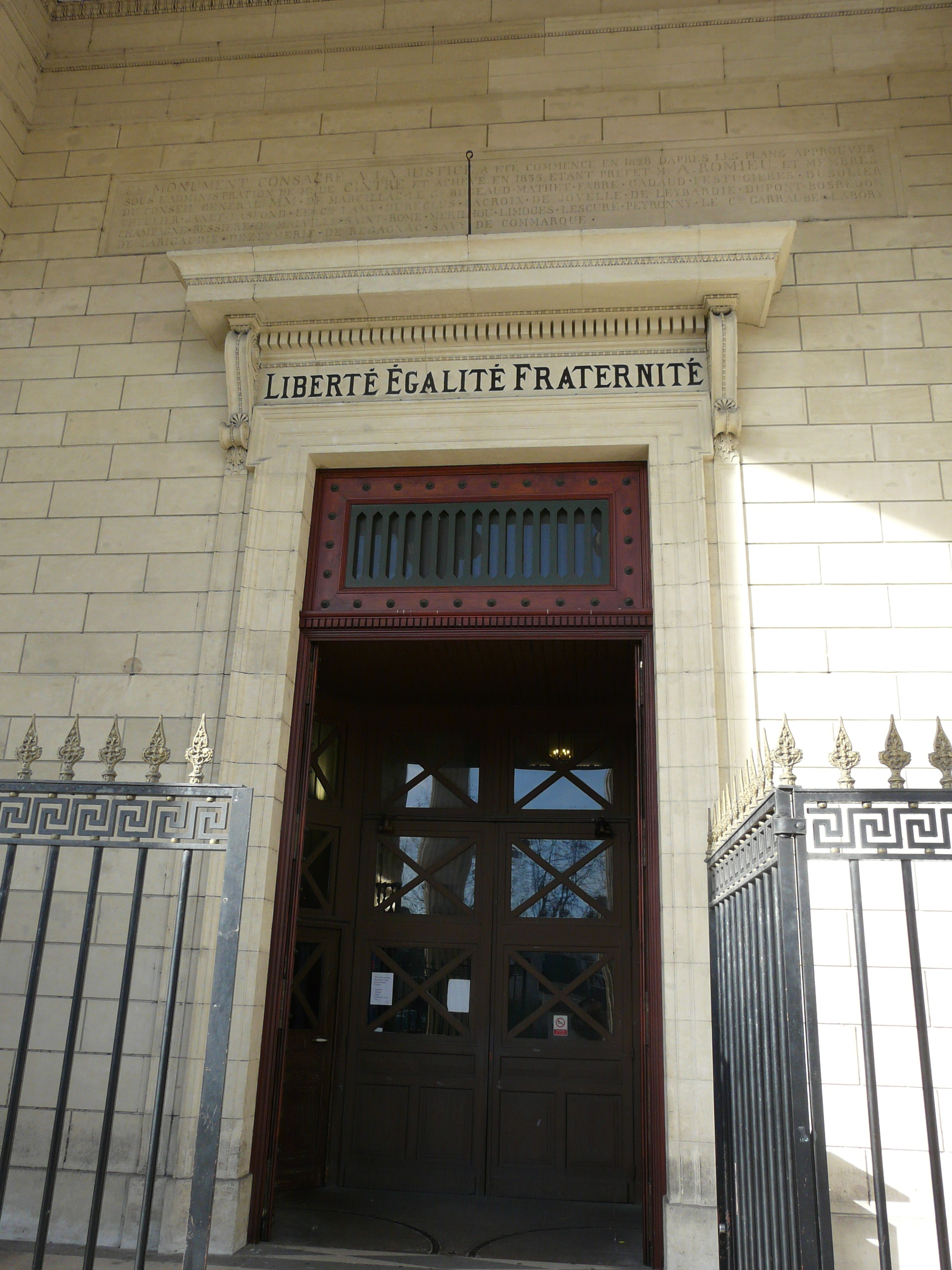
L'entrée